# Kathrin Waligura

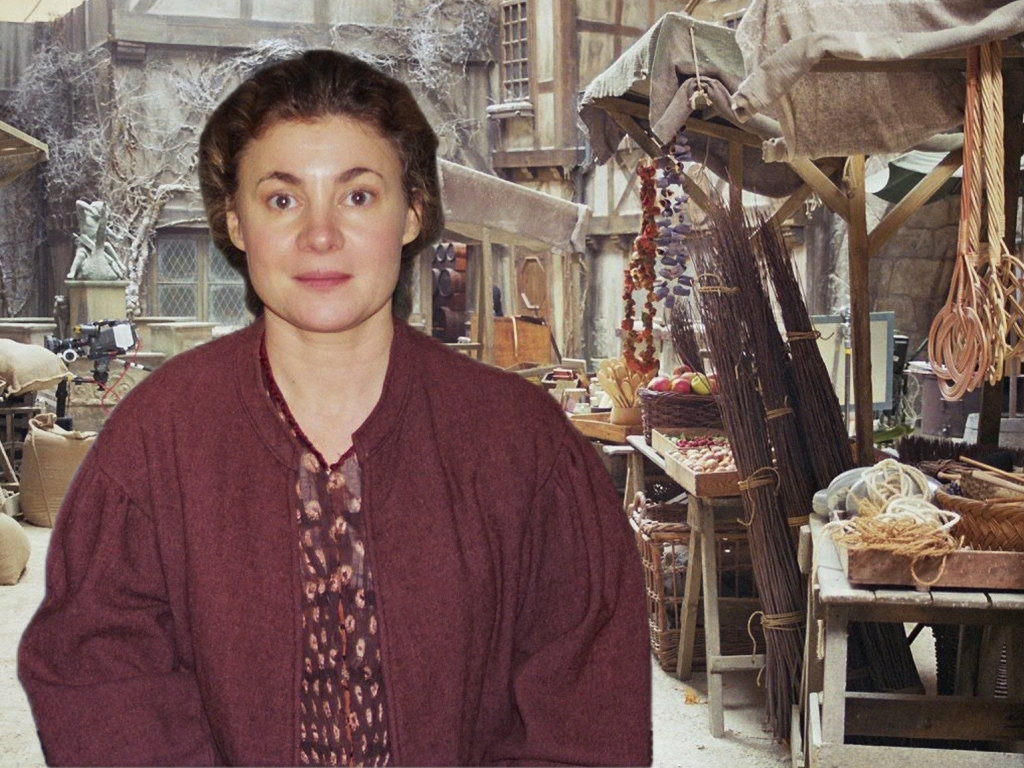
Kathrin Waligura als Lotte Grebe in Sophie – Braut wider Willen (Mitte der 2000er-Jahre)

Kathrin Waligura (* 29. Juli 1962 in Ludwigsfelde) ist eine deutsche Schauspielerin. Ihren Durchbruch hatte sie 1984 in Rainer Simons DEFA-Filmdrama Die Frau und der Fremde. Einem breiten Fernsehpublikum wurde sie durch die Arztserien Für alle Fälle Stefanie und Am liebsten Marlene bekannt. Sie wirkte als Schauspielerin vor der Kamera in bislang mehr als 40 Film- und Fernsehproduktionen mit.

## Leben und Karriere
Kathrin Waligura studierte von 1981 bis 1985 an der Hochschule für Schauspielkunst „Ernst Busch“, Berlin/Rostock. Noch als Studentin besetzte sie Rainer Simon 1984 in der Hauptrolle in dem DEFA-Filmdrama Die Frau und der Fremde, der bei den Internationale Filmfestspielen Berlin 1985 als einziger Film in der DDR den Goldenen Bären erhielt. Sie spielte in weiteren DEFA-Filmen tragende Rollen, so spielte sie die Lehrerin Karoline Sommerfeld in Der Drache Daniel und die Mutter des Protagonisten in Miraculi von Ulrich Weiß. Nach weiteren Film- und Fernsehproduktionen und Gastauftritten in Serien (z. B. Liebling Kreuzberg und Praxis Bülowbogen) wurde sie einem breiten Fernsehpublikum vor allem durch die Titelrolle in der Sat.1-Arztserie Für alle Fälle Stefanie bekannt, für die sie 1996 den Bayerischen Fernsehpreis und 1997 die Goldene Kamera erhielt. Von Oktober 1998 bis März 1999 war sie ebenfalls als Ärztin in der Titelrolle in der 21-teiligen ZDF-Serie Am liebsten Marlene zu sehen. Von 2009 bis 2016 übernahm sie in drei Folgen die Rolle der Frau Lindner der Fernsehserie Der Lehrer. 2014 spielte sie die Rolle der Maja in dem Mumblecore Independentfilm Familienfieber von Nico Sommer. 
Abseits ihrer Tätigkeit als Schauspielerin engagiert sich Waligura als Sterbebegleiterin.
Waligura lebt in Berlin und ist geschieden. Sie hat einen Sohn (* 1983) und eine Tochter (* 1990).

## Filmografie (Auswahl)
- 1984: Die Frau und der Fremde
- 1987: Wengler & Söhne. Eine Legende
- 1987: Der Freischütz in Berlin
- 1989: Die Besteigung des Chimborazo
- 1989: Der Drache Daniel
- 1992: Miraculi
- 1992: Banale Tage
- 1994: Liebling Kreuzberg (Fernsehserie, Folgen Des Menschen Wille, Lernet, ihr Richter auf Erden)
- 1994: Julian H. entführt – Qualen einer Mutter
- 1994: Heller Tag
- 1994: Paul IV
- 1995: Praxis Bülowbogen (Fernsehserie, Folge Fuzzis gute Tat)
- 1995–1996: Für alle Fälle Stefanie (Fernsehserie, 54 Folgen)
- 1996: Stubbe – Von Fall zu Fall – Stubbe und die andere Frau
- 1997: Polizeiruf 110 – Die falsche Sonja
- 1998: Wolffs Revier (Fernsehserie, Folge Bauernopfer)
- 1998: Polizeiruf 110 – Hetzjagd
- 1998: Am liebsten Marlene (Fernsehserie, 21 Folgen)
- 1999: Verzweiflung
- 2001: Wie Feuer und Flamme
- 2001: Im Namen des Gesetzes (Fernsehserie, Folge Einbruch)
- 2001: In aller Freundschaft (Fernsehserie, Folge Fahrerflucht)
- 2001: Anja & Anton (Fernsehserie, Folge Zimtziegen)
- 2002: Die Cleveren (Fernsehserie, Folge Im Namen der Liebe)
- 2004: Stefanie – Eine Frau startet durch
- 2005: Sophie – Braut wider Willen (Fernsehserie, 4 Folgen)
- 2006: In aller Freundschaft (Fernsehserie, Folge Verpasste Zeit)
- 2009–2016: Der Lehrer (Fernsehserie, 3 Folgen)
- 2009: SOKO Köln (Fernsehserie, Folge In den besten Familien)
- 2009: Eine wie keine (Fernsehserie, 2 Folgen)
- 2010: Fremd in mir (Kurzfilm)
- 2011: Guck woanders hin (Kurzfilm)
- 2014: Familienfieber
- 2015: Für eine Nacht … und immer? (Fernsehfilm)
- 2017: In aller Freundschaft (Fernsehserie, Folge Muttergefühle)
- 2025: WaPo Elbe (Fernsehserie, Folge Nur zehn Minuten)
- 2025: In aller Freundschaft (Fernsehserie, Folge Kinderleicht)

## Auszeichnungen
- 1986: Nachwuchsdarstellerpreis auf dem 4. Nationalen Spielfilmfestival der DDR für Die Frau und der Fremde
- 1996: Bayerischer Fernsehpreis für Für alle Fälle Stefanie
- 1997: Goldene Kamera für Für alle Fälle Stefanie
- 2014: Max-Ophüls-Preis der Saarländischen Ministerpräsidentin für Familienfieber